# Crotone
Crotone je italské město v oblasti Kalábrie, hlavní město stejnojmenné provincie. Ve starověku se jmenovalo Krotón a bylo místem, kde Pythagoras založil svou školu.

## Historie
Bylo založeno hrbáčem Myskellosem v roce 710 př. n. l. jako achájská kolonie Krotón. Od středověku až do roku 1928 bylo město známé jako Cotrone.

## Vývoj počtu obyvatel
Počet obyvatel

## Osobnosti
- Alkmaión z Krotónu (6. století př. n. l.), řecký antický lékař a filozof
- Antonio Cantafora (1944–2024), herec
- Filolaos (470 – 399 př. n. l.), antický filozof
- Rino Gaetano (1950–1981), skladatel, textař, zpěvák a herec
- Pythagoras (okolo 570 př. n. l. – po 510 př. n. l.), řecký filozof
- Vincenzo Iaquinta (* 1979), fotbalista